# Inconsolable
«Inconsolable» (с англ. — «Безутешный») — первый сингл с шестого студийного альбома группы Backstreet Boys «Unbreakable». Релиз сингла состоялся на американской радиостанции Z-100 — New York’s Hit Music Station 27 августа 2007 года.

## Музыкальное видео
Клип, режиссёром которого стал Ray Kay, снимался на пляже Venice Beach в Калифорнии. Главной идеей клипа стало солнечное затмение, как метафора романтических отношений. Премьера видео состоялась 14 сентября 2007 года.

## Список композиций
- Германская версия сингла

1. Inconsolable — 03:36
2. Close My Eyes — 04:06 (Brian Littrell, Jess Cates, Dan Muckala, Lindy)

- Японская версия сингла

1. Inconsolable (основная версия)
2. Inconsolable (инструментальная версия)

- Официальные ремиксы

1. Inconsolable (Eazy Remix)
2. Inconsolable (Soul Seekerz Remix)
3. Inconsolable (Jason Nevins Remix)